# Tatuus F4-T421
O Tatuus F4-T421 é um monoposto de desenvolvido e produzido pela italiana Tatuus para ser utilizado em categorias escola como a Fórmula 4.

## História
Em janeiro de 2021, foi anunciado que o novo carro da Tatuus entraria em produção e faria sua estreia nas pistas na temporada de 2022 da Fórmula 4 EAU, como sucessor do F4-T014, já contando com o halo e outras melhoras na segurança. Os testes do carro iniciaram por volta de setembro de 2021. Durante o ano de 2021, vários campeonatos da Fórmula 4 revelaram que utilizariam o novo carro para a temporada de 2022, como a Fórmula 4 Italiana, Fórmula 4 Britânica, Fórmula 4 Espanhola e a Fórmula 4 Brasileira, entre outros.

## Campeonatos
| Ano de Introdução | País                   | Campeonato                                         |
| ----------------- | ---------------------- | -------------------------------------------------- |
| 2022              | Itália                 | Campeonato Italiano de Fórmula 4                   |
| 2022              | Alemanha               | ADAC Fórmula 4                                     |
| 2022              | Espanha                | Campeonato Espanhol de Fórmula 4                   |
| 2022              | Reino Unido            | Campeonato Britânico de Fórmula 4                  |
| 2022              | Emirados Árabes Unidos | Campeonato dos Emirados Árabes Unidos de Fórmula 4 |
| 2022              | Brasil                 | Campeonato Brasileiro de Fórmula 4                 |
| 2023              | Europa Central         | Campeonato Centro Europeu de Fórmula 4             |
| 2023              | Espanha                | Fórmula Winter Series                              |
| 2023              | International          | F1 Academy                                         |
| 2023              | Sudeste Asiático       | Campeonato do Sudeste Asiático de Fórmula 4        |
| 2023              | Arábia Saudita         | Campeonato Saudita de Fórmula 4                    |
| 2024              | México                 | Campeonato NACAM de Fórmula 4                      |
| 2024              | Austrália              | Campeonato Australiano de Fórmula 4                |